# Жене, Элиазар
Элиаза́р Жене́ (Карпантра́; фр. Elzéar Genet, Carpentras, итал. Eliziari Geneti; ок. 1470, Карпантра́ — 14 июня 1548, Авиньон) — французский композитор, представитель нидерландской школы.
При жизни был известен главным образом как автор духовной музыки: написал 5 месс (в том числе, на популярную французскую песню Fors seulement), магнификатов, мотетов, гимнов, чтений (lectiones) Страстной седмицы и др. Особенно известным был его «Плач Иеремии» (на ветхозаветный текст), который оставался в репертуаре хора папской капеллы на протяжении XVI века. Кроме того, он, вероятно, был наиболее известным музыкантом Авиньона со времён Ars subtilior.

## Биография
Музыкальную карьеру начал при авиньонском епископе Джулиано делла Ровере. Когда делла Ровере стал римским папой Юлием II, Жене продолжал служить ему уже в Риме. Затем работал во Франции при дворе Людовика XII, сочиняя большое количество светской музыки. После возвращения в Рим в 1513 году поклялся этого больше не делать. Возглавил папскую капеллу в 1514 году. После смерти папы Льва X, при Адриане VI в 1521 году вернулся в Авиньон. Оставался там до 1523 года, когда на папский престол взошёл Климент VII. По приглашению нового папы Жене снова прибыл в Рим. Здесь он обнаружил, что его музыку всё ещё исполняют, но в искажённом виде. Тогда он старательно переписал некоторые свои сочинения («Плач Иеремии» и другие) и передал «истинную» и «исправленную» версию в дар в папскую коллекцию. В Риме Жене оставался два года, после чего в последний раз отбыл в Авиньон, где и провёл оставшуюся жизнь, посвятив себя изданию полного собрания своих духовных музыкальных сочинений (это была первое в истории документально засвидетельствованное предприятие такого рода).